# Вагнер, Александр Александрович
Алекса́ндр Алекса́ндрович Ва́гнер (1917—1978) — первый главный архитектор Липецка.
Родился 9 мая 1917 года в Москве. Окончил Московский государственный архитектурный институт.
В 1954 году приехал в Липецк. При Вагнере велась планировка всех центральных площадей и улиц в 1950-х годах. В их числе — оформление площади Ленина (ныне Соборной) и Петровского спуска, площади Мира и площади Героев.
С 1964 года А. А. Вагнер — доцент Политехнического института.
Умер в 1978 году.